# Saki Aibu
Saki Aibu (相武 紗季, Aibu Saki), née le 20 juin 1985 à Takarazuka (Japon), est une actrice japonaise.

## Filmographie sélective

### Au cinéma
- 2004 : The Taste of Tea (茶の味, Cha no aji?) de Katsuhito Ishii
- 2011 : Hankyū densha (阪急電車 片道15分の奇跡, Hankyū densha: Katamichi 15-fun-no kiseki?) de Yoshishige Miyake (ja) : Mayuki

### À la télévision
- 2006 : Happy! (ハッピー!, Happī!?) : Umino Miyuki
- 2011 : Kaseifu no Mita (家政婦のミタ?) : Urara Yuuki
- 2013 : Miss Pilot (ミス・パイロット?) : Chisato Oda

## Doublage
- 2009 : Professeur Layton et la Diva éternelle (レイトン教授と永遠の歌姫, Layton-kyōju to eien no utahime?) : Emmy Altava